# Seixas (Vila Nova de Foz Coa)
Seixas é uma povoação portuguesa sede da Freguesia de Seixas do Município de Vila Nova de Foz Côa, freguesia com 12,51 km² de área e 312 habitantes (censo de 2021), tendo, por isso, uma densidade populacional de 24,9 hab./km².

## Demografia
A população registada nos censos foi:
| Distribuição da População por Grupos Etários | Distribuição da População por Grupos Etários | Distribuição da População por Grupos Etários | Distribuição da População por Grupos Etários | Distribuição da População por Grupos Etários |
| -------------------------------------------- | -------------------------------------------- | -------------------------------------------- | -------------------------------------------- | -------------------------------------------- |
| Ano                                          | 0-14 Anos                                    | 15-24 Anos                                   | 25-64 Anos                                   | > 65 Anos                                    |
| 2001                                         | 46                                           | 38                                           | 173                                          | 100                                          |
| 2011                                         | 29                                           | 28                                           | 165                                          | 113                                          |
| 2021                                         | 15                                           | 24                                           | 160                                          | 113                                          |

## Património
- Igreja de Seixas
- Capela de Santo António